# Tymmophorus obscuripes
Tymmophorus obscuripes är en stekelart som först beskrevs av Holmgren 1858.  Tymmophorus obscuripes ingår i släktet Tymmophorus och familjen brokparasitsteklar. Arten är reproducerande i Sverige. Inga underarter finns listade i Catalogue of Life.